# (485) Genua
(485) Genua est un astéroïde de la ceinture principale découvert par Luigi Carnera le 7 mai 1902.